# Medicago hypogaea
Medicago hypogaea är en ärtväxtart som beskrevs av E.Small. Medicago hypogaea ingår i släktet luserner, och familjen ärtväxter. Inga underarter finns listade i Catalogue of Life.